# Heimatmuseum Haus Horn

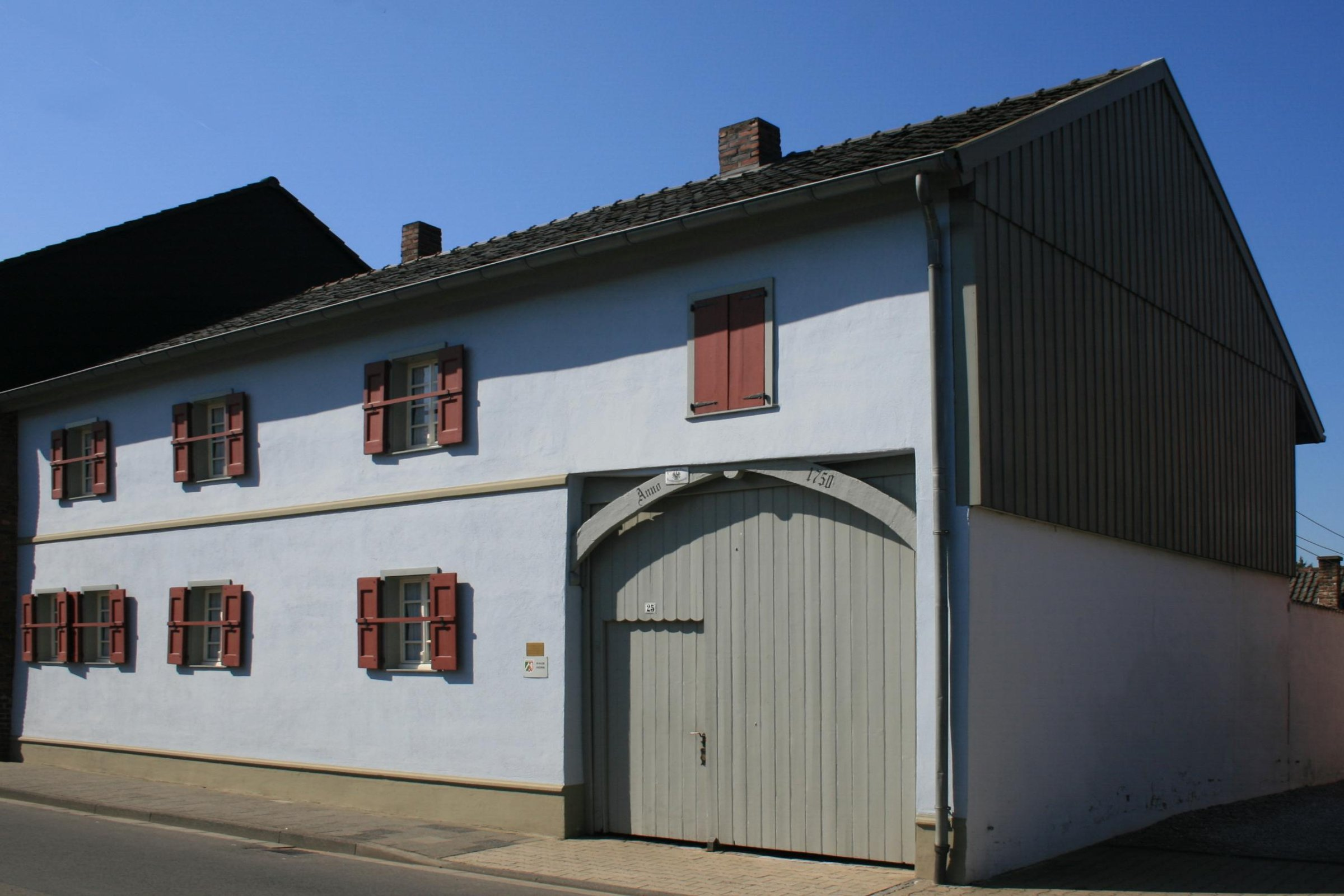
Das Heimatmuseum Haus Horn

Das Heimatmuseum Haus Horn befindet sich in Oberzier im Kreis Düren, Nordrhein-Westfalen.
Haus Horn ist im Besitz der Gemeinde Niederzier. Es steht unter Denkmalschutz.
In dem kleinen Heimatmuseum finden wechselnde Ausstellungen statt, z. B. auch alte Traktoren und andere Oldtimer. Bei besonderen Anlässen wird im hauseigenen Backofen noch Brot gebacken.